# ママコレ
『ママコレ』は遠山えまによる日本の少女漫画。『なかよし』（講談社）2005年9月号から2007年3月号まで連載された（ただし2006年11月号は休載）。また『なかよしラブリー』においても番外編が2005年冬の号と春の号、2007年初夏の号に掲載された。単行本は全4巻。

## あらすじ
世はペットブーム。その中でも今大人気なペットは無人島で発見された生き物、ベビー。ベビーが好きな主人公・朝比奈タマエは、成績が悪いため母親にベビーを飼わせてもらえない。しかしある日、タマエは陽介と一緒に3匹の白ベビーを見つける。タマエは母親に秘密で陽介と一緒にベビーを飼うが、母親にばれてしまう。「今度のテストで一教科でも100点を取ったらベビーを飼ってもいい」と言われたタマエは、陽介やクラスのみんなの協力で100点を取り、ベビーを飼うことを許される。そして、タマエは3匹のベビーを「ミミ」「ムム」「メメ」と名づけるが、その3匹は普通のベビーとは違う不思議な力を持っていて……。

## 登場人物

### 飼い主達
朝比奈 タマエ（あさひな タマエ）
主人公。瀬戸中学校1年生。ベビーが大好きで、陽介と一緒に飼うことになった。優秀な兄と妹がいるが、自分だけ落ちこぼれ。ミミ・ムム・メメ達の飼い主。朝比奈家の長女。陽介の彼女。みんなからは「タマ」や「タマちゃん」など呼ばれている。チアリーディング部所属。
誕生日：3月3日、星座：魚座、血液型：AB型、身長：152cm、体重：40kg、好きなもの：ベビーと遊ぶこと。キライなもの：お勉強、テスト。
羽鳥 陽介（はとり ようすけ）
タマエの隣に住む幼馴染みで、共にミミ・ムム・メメ達を育てる。タマエの彼氏で、彼女のクラスメイト。サッカー部所属（卓球部と嘘をついたこともある）。
誕生日：7月25日、星座：獅子座、血液型：B型、身長：159cm、体重：47kg、好きなもの：タマの笑顔、キライなもの：タマを泣かすもの。
春日 めい（かずが めい）
アリスちゃんの飼い主。タマエのクラスメイトであり、親友。蝶々の髪飾りがトレードマーク。クラスで2番目にかしこい。タマエがテストで100点を取るために、家庭教師になった。伊集院の事が好き。手芸部所属。
誕生日：4月18日、星座：牡羊座、血液型：A型、身長：153cm、体重：41kg、好きなもの：お花・お菓子作り、キライなもの：毛虫・さむいところ。
米倉 悠人（よねくら ゆうと）
小春ちゃんの飼い主。タマエのクラスメイトでありクラスで3番目に賢い。タマエが100点をとるために予想問題を作ってくれた。霊感体質。上級生のお姉様方に人気がある。美術部所属。伊集院をいじめるのが好き。
誕生日：6月6日、星座：双子座、血液型：O型、身長：155cm、体重：44kg、好きなもの：小さくてかわいいもの、キライなもの：なし。
高城 京（たかぎ きょう）
エジソンの飼い主。クラスで1番かしこい。タマエがテストで100点を取るために、ドリルを作ってくれた。めいの事が好き。パソコン部所属。
誕生日：2月21日、星座：魚座、血液型：A型、身長：162cm、51kg、好きなもの：お勉強・数独、キライなもの：体育。
伊集院 貴明（いじゅういん たかあき）
ヘンリーの飼い主。クラス一の大金持ちで、家には色々なベビー用のオプションがある。常にかぶっている王冠がトレードマーク。部活はセレ部所属。
誕生日：8月28日、星座：乙女座、血液型：O型、身長：160cm、体重：49kg、好きなもの：美しいもの、キライなもの：オバケ。
風祭 リコ（かざまつり リコ）
虎吉の飼い主。タマエのクラスメイトであり、親友。八重歯と両サイドにつけた黒猫の髪飾りがトレードマークのツインテール。大阪弁で喋る。ソフトボール部所属。
誕生日：2月15日、星座：水瓶座、血液型：B型、身長：150cm、体重：38kg、好きなもの：タコヤキ、タイガース、キライなもの：納豆。
黒川 直樹（くろかわ なおき）
ミケの飼い主。タマエ達の先輩。白ベビーを使って研究をしていた。また、白ベビー達の本当の飼い主だった。科学部に所属。
誕生日：1月19日、星座：山羊座、血液型：AB型、身長：165cm、体重：52kg、好きなもの：実験・ジャンクフード・女の子、キライなもの：父親。

### ベビー
無人島で発見された新種の生き物。喜怒哀楽の感情を持っている。飼い主のことを「パパ」「ママ」と呼ぶ。色もたくさんあり、白以外はほとんどそろっている。
ミミ
タマエと陽介の白ベビー。ドジでやんちゃ。チャームポイントはタマエと同じ羽飾り。
ムム
タマエと陽介の白ベビー。甘いものが大好きで、よく食べる。チャームポイントはキャンディのような飾り。
メメ
タマエと陽介の白ベビー。よく寝る。チャームポイントは魔法使いのような帽子。
ミミ・ムム・メメの3匹は、珍しい白色をしていることから、学者達に研究され続けていた。最終的に、黒川が研究しようとしていた所をタマエ達に助けられ、自由を得ることが出来た。
アリスちゃん
めいのベビー。種類はシャーベットオレンジ。チャームポイントはピンクの花飾り。針に糸を通せる。
小春ちゃん（こはる-）
悠人のベビー。チャームポイントは赤いリボン。人気者。
虎吉（とらきち）
リコのベビー。チャームポイントはパーティハットみたいなもの。たこ焼きを30個も食べられるらしい。
エジソン
京のベビー。頭が良く、簡単な足し算ができる。チャームポイントは眼鏡。
ヘンリー
伊集院のベビー。チャームポイントはかつらと王冠。
ミケ
直樹のベビー。少々ドジな性格だが、直樹のことが大好き。直樹が幼い頃、息子がさみしくならないようにと父親がプレゼントした。

### 朝比奈家
朝比奈 君枝（あさひな きみえ）
タマエの母。教育ママで厳しいが、本当は優しい。
誕生日：1月4日、血液型：A型、身長：163cm、体重：50kg。
朝比奈 秀一（あさひな しゅういち）
タマエの兄。K大学附属高校1年生。タマエのことが大好きで、いつも心配してくれる。基本的に妹に甘く（いわゆるシスコン）、タマエと一緒にいる陽介を目の敵にしている。成績優秀。
誕生日：6月28日、血液型：A型、身長：175cm、体重：58kg。
朝比奈 双葉（あさひな ふたば）
タマエの妹。聖M女学院小等部2年生。クールで大人びた性格。ムムの良きライバルらしい。成績優秀。
誕生日：2月8日、血液型：AB型、身長：128cm、体重：25kg。
朝比奈 順一郎（あさひな じゅんいちろう）
タマエの父。海外に単身赴任中。

### その他の人々
黒川博士（くろかわ-）
直樹の父親。ベビーの博士でもある。
ミミ・ムム・メメを研究していた者の一人だったが、3匹が自分達になつこうとせず、タマエに心を開いたことに感涙し、彼女に3匹を託した。
室井先生（むろい-）
タマエ達の担任の先生。
まーくん
タマエ達がキャンプしている時、迷子になった3歳児。母親はタマエとどこか似ている。

## 蛇足
この作品は2005年9月号の連載の巻頭カラーから11月号の扉絵までは、扉絵の中にパンチラが含まれていた。しかし、本来の対象年齢を考えれば適切なものではなく、また親の世代からの非難もあったようで、同年12月号からはなくなっている。

## 書誌情報
- 遠山えま『ママコレ』講談社〈講談社コミックスなかよし〉、全4巻
  1. 2006年2月6日第1刷発行（同日発売）、ISBN 4-06-364103-1
  2. 2006年8月4日第1刷発行（同日発売）、ISBN 4-06-364115-5
  3. 2006年11月6日第1刷発行（同日発売）、ISBN 4-06-364125-2
  4. 2007年4月27日第1刷発行（同日発売）、ISBN 978-4-06-364148-6